# Rhododendron roxieanum
Rhododendron roxieanum là một loài thực vật có hoa trong họ Thạch nam. Loài này được Forrest miêu tả khoa học đầu tiên năm 1915.

## Hình ảnh

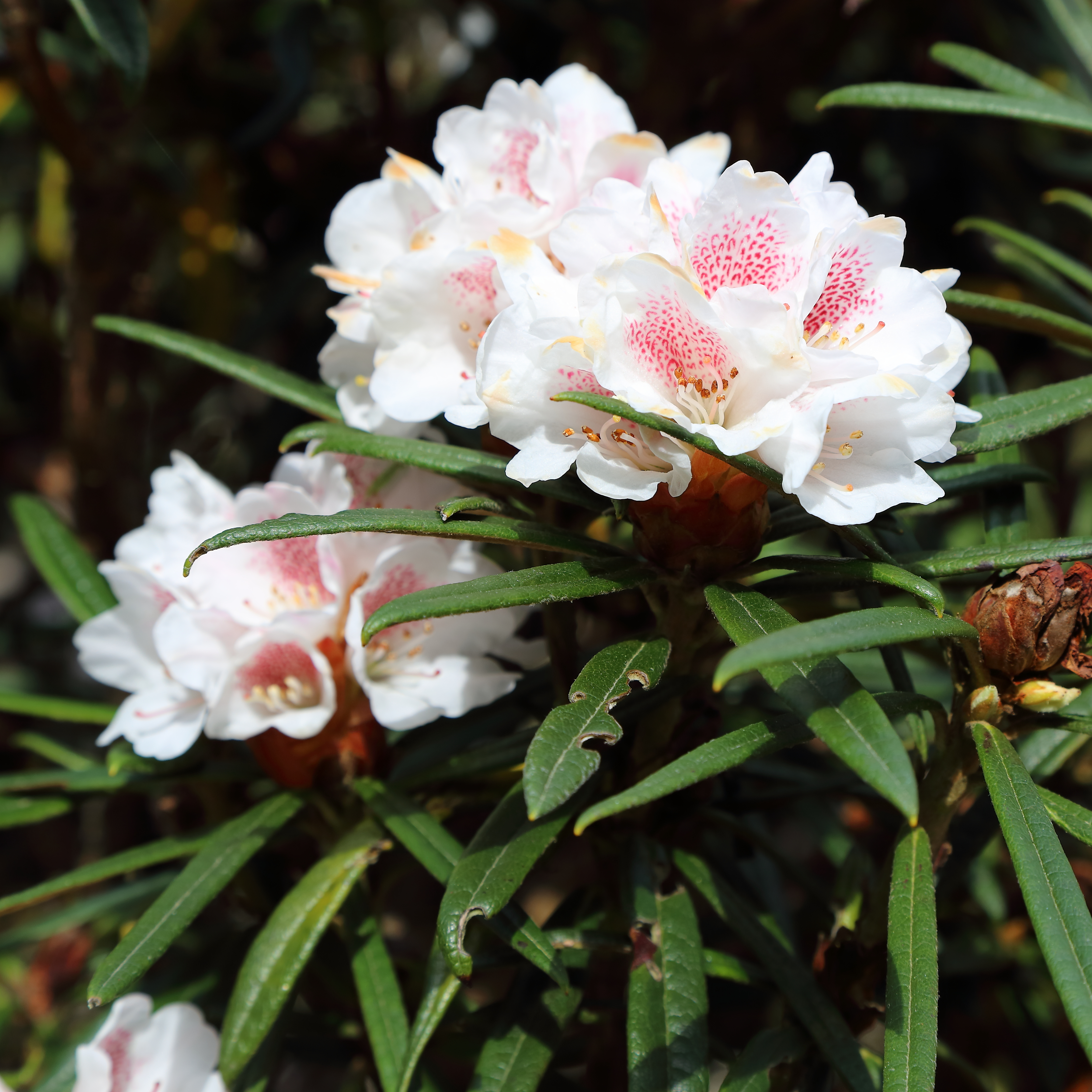
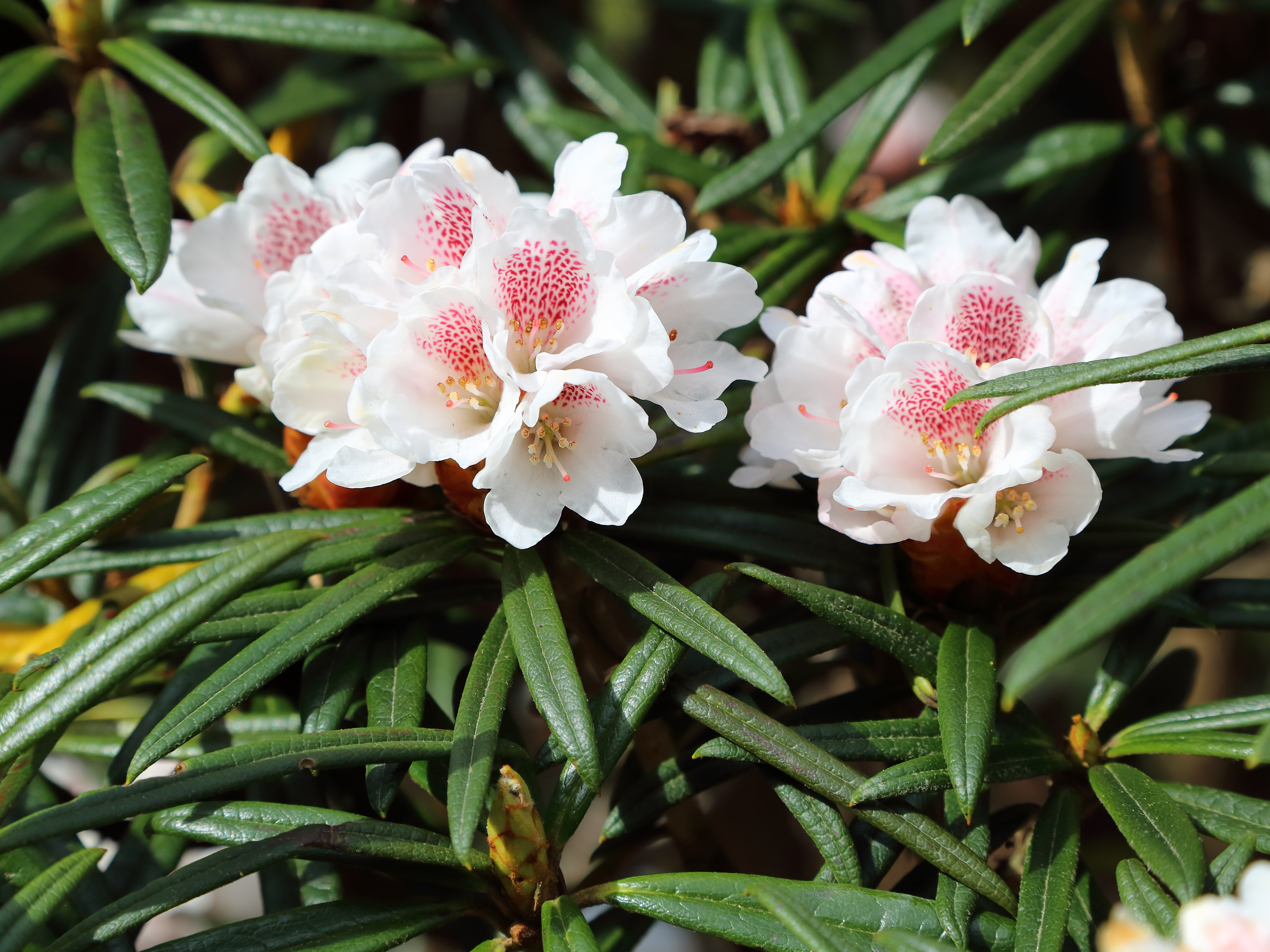